# Bockhorst (Westfalen)
Bockhorst [ˈbɔkhɔʁst]  ist ein Stadtteil von Versmold und liegt unmittelbar an der niedersächsischen Landesgrenze im Nordwesten des Kreises Gütersloh, Nordrhein-Westfalen. Einschließlich der Siedlungsbereiche Siedinghausen und Halstenbeck wohnen auf einer Fläche von ca. 1645 Hektar rund 1650 Einwohner (Stand: 1. Januar 2022).

## Geschichte
Bockhorst (von „Beukenhorst“ = Buchenhorst) wird in Urkunden des 13. Jahrhunderts erstmals erwähnt. Wahrscheinlich war das Dorf eine Vikarie des Dissener Kirchspiels. Im Ravensberger Urbar von 1556 werden 37 Bauern genannt, deren Hofnamen sich großteils bis in die Gegenwart erhalten haben. Bis zur Franzosenzeit war Bockhorst  eine Bauerschaft im Amt Ravensberg der Grafschaft Ravensberg. Von 1807 bis 1810 gehörte Bockhorst zum Kanton Versmold des Königreichs Westphalen und von 1811 bis 1813 zum Kanton Versmold im französischen Département der oberen Ems. 1816 kam die Gemeinde Bockhorst zum Kreis Halle, in dem sie zum Amt Versmold gehörte.
Am 1. Januar 1973 wurde die Gemeinde Bockhorst durch das Bielefeld-Gesetz in die Stadt Versmold eingegliedert.

### Einwohnerentwicklung
Nachfolgend dargestellt ist die Einwohnerentwicklung von Bockhorst in der Zeit als selbständige Gemeinde im Kreis Halle (Westf.). In der Tabelle werden auch die Einwohnerzahlen von 1970 (Volkszählungsergebnis) und 1972 sowie des Ortsteils Bockhorst (Angaben seit 2006) angegeben.

Bevölkerungsentwicklung in Bockhorst
zwischen 1817 und 1965

| Jahr | Einwohner |
| ---- | --------- |
| 1799 | 0933      |
| 1817 | 1090      |
| 1900 | 1215      |
| 1939 | 1218      |
| 1946 | 1959      |
| 1961 | 1886      |
| 1965 | 1894      |
| 1970 | 1877      |
| 1972 | 1833      |
| 2006 | 1831      |
| 2013 | 1783      |
| 2019 | 1678      |
| 2022 | 1656      |

## Sehenswürdigkeiten

### Ev. Pfarrkirche

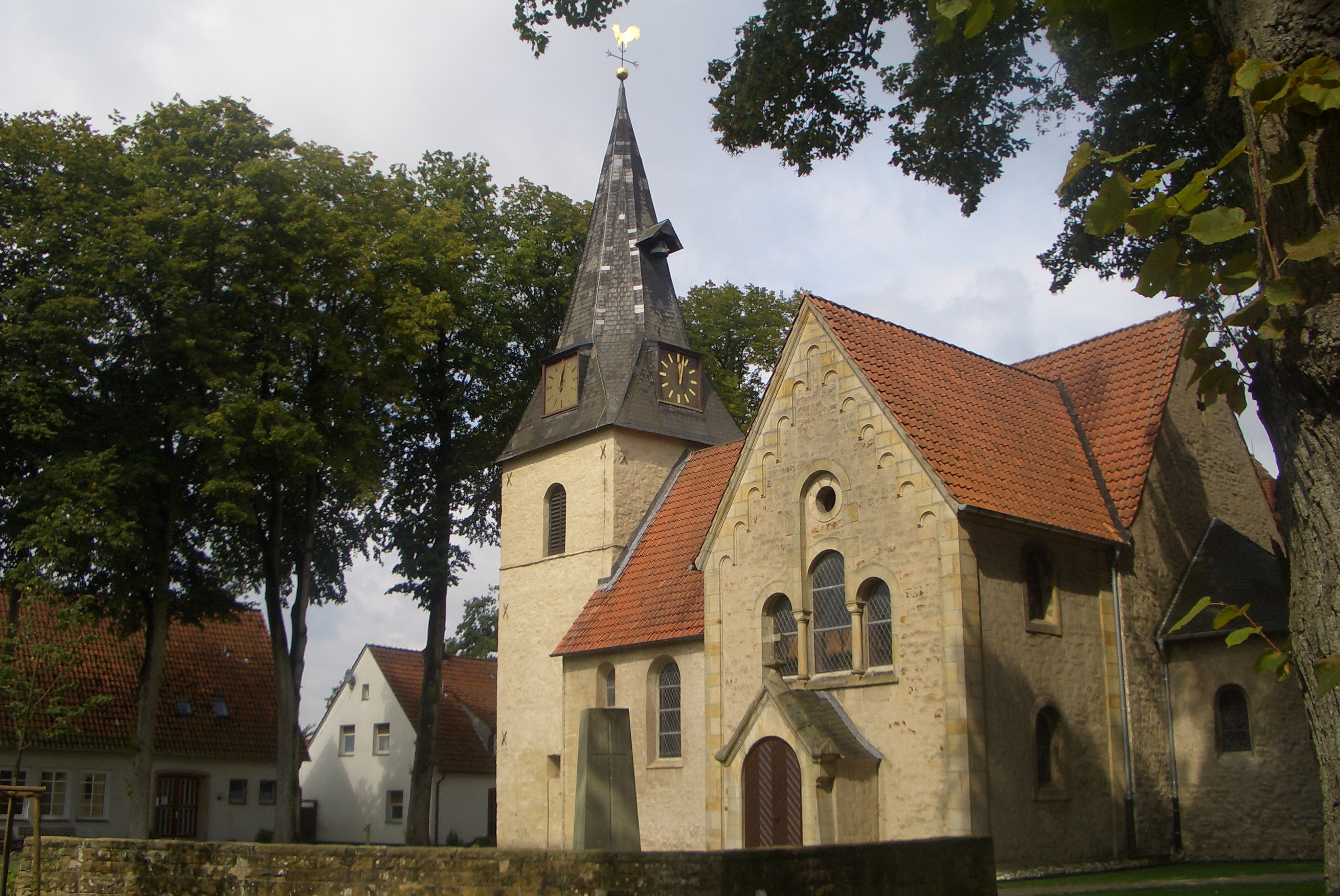
Ostansicht der Dorfkirche

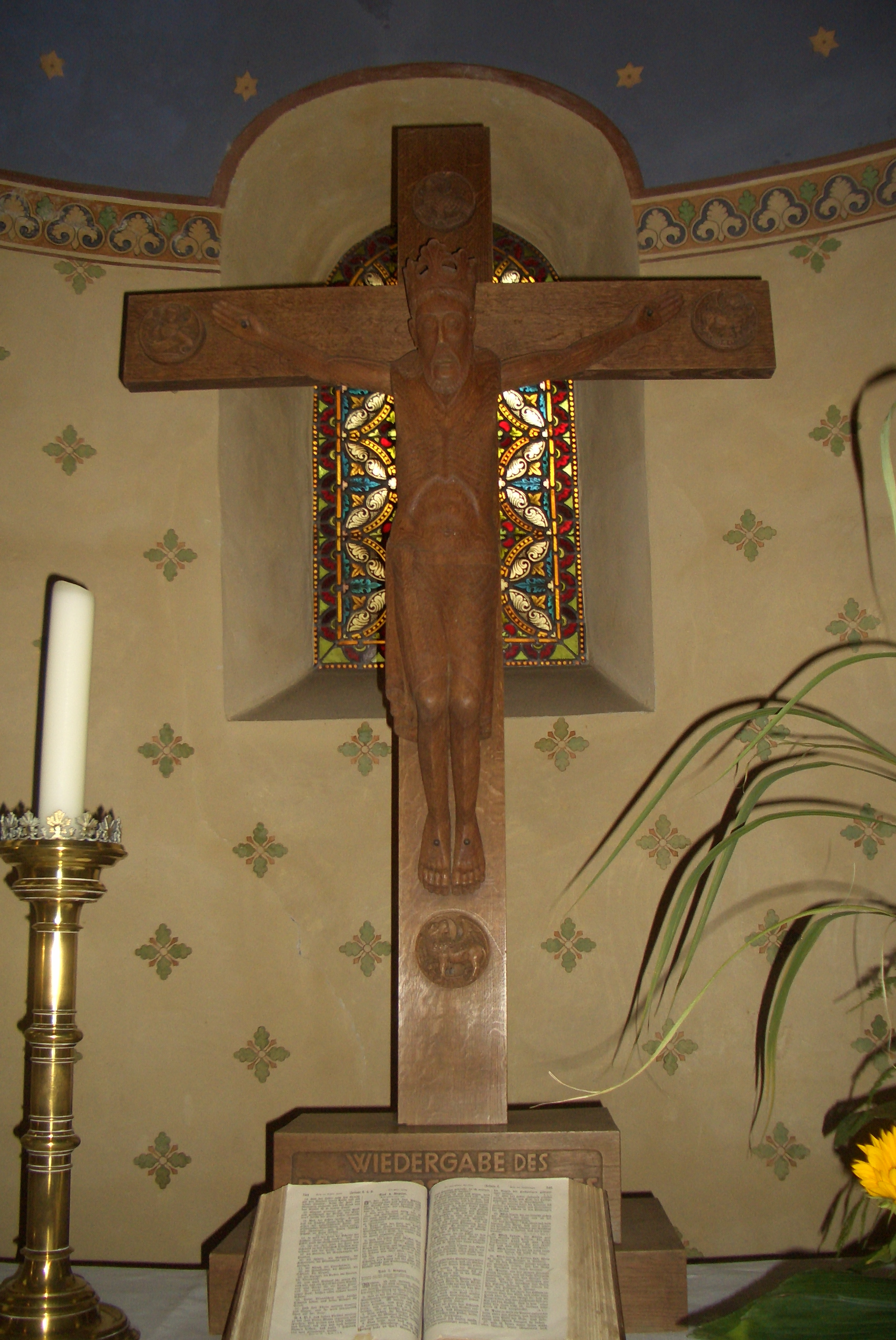
Verkleinerte Nachbildung des Triumphkreuzes

Der ursprünglich einschiffige, im Kern romanische Bau aus dem 13. Jahrhundert mit halbrunder Apsis und Westturm wurde 1893 im Osten kreuzförmig erweitert. Die historistische Farbfassung des Innenraumes stellte man 1978/79 wieder her.

### Triumphkreuz
Das überlebensgroße, um 1200 entstandene Triumphkreuz wurde 1893 bei Umbauarbeiten auf dem Kirchendachboden entdeckt und befindet sich seit 1894 im Westfälischen Landesmuseum Münster. Christus trägt in dieser Darstellung keine Dornenkrone, sondern die „Krone des Himmels“ als Triumphzeichen. Das Original hat eine Höhe von 3,50 m und eine Breite von 2,20 m. Eine verkleinerte Nachbildung schmückt heute den Altar.

### Kirchplatz

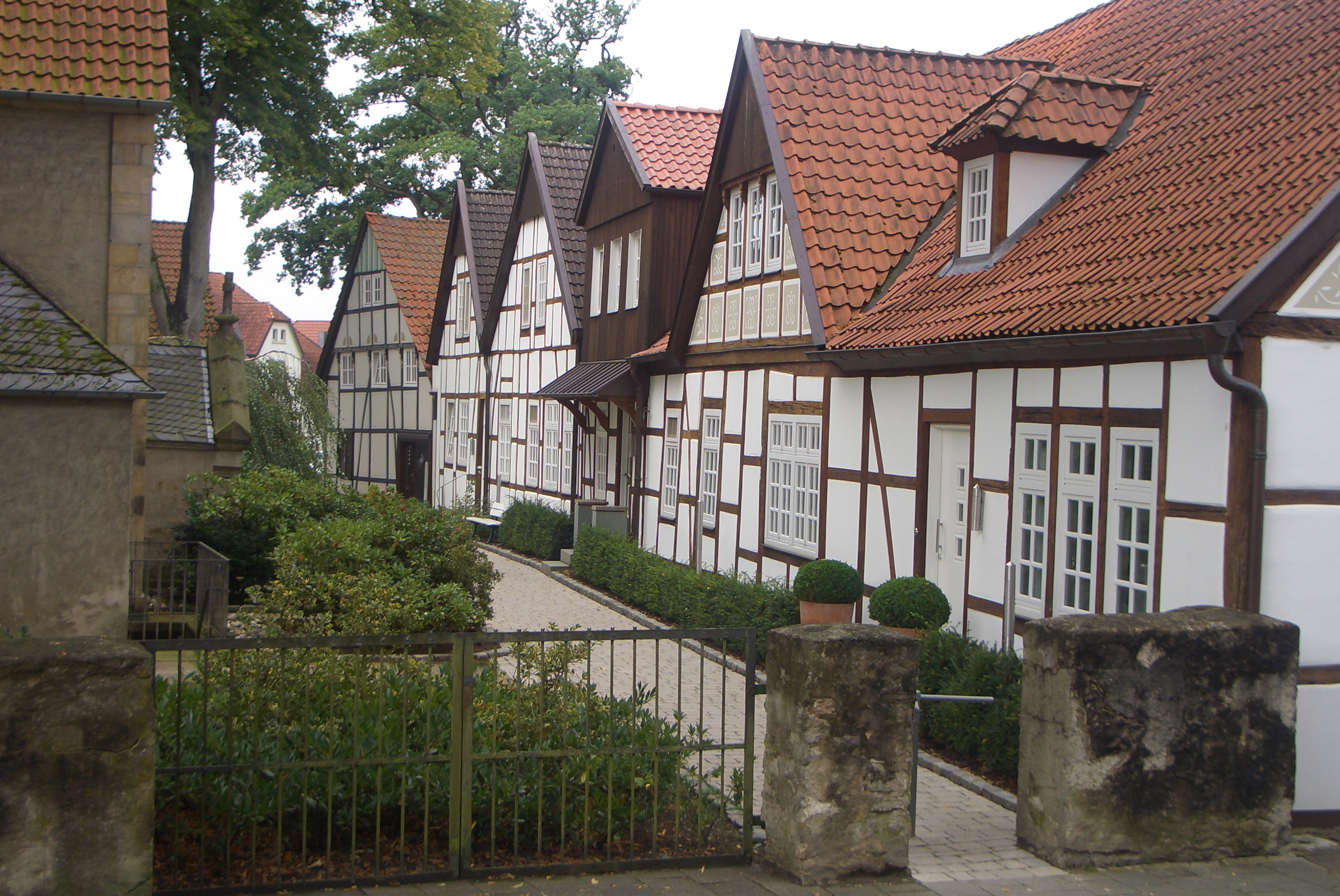
Fachwerkzeile an der Nordseite des Kirchplatzes

Der Kirchplatz wird von gut erhaltenen Fachwerkhäusern des 18. und 19. Jahrhunderts eingerahmt, die früher als Kornspeicher dienten. Die Gebäude auf der Nordseite werden als Wohnungen, die auf der Südseite als Gaststätte genutzt.

### Backhaus und Kotten

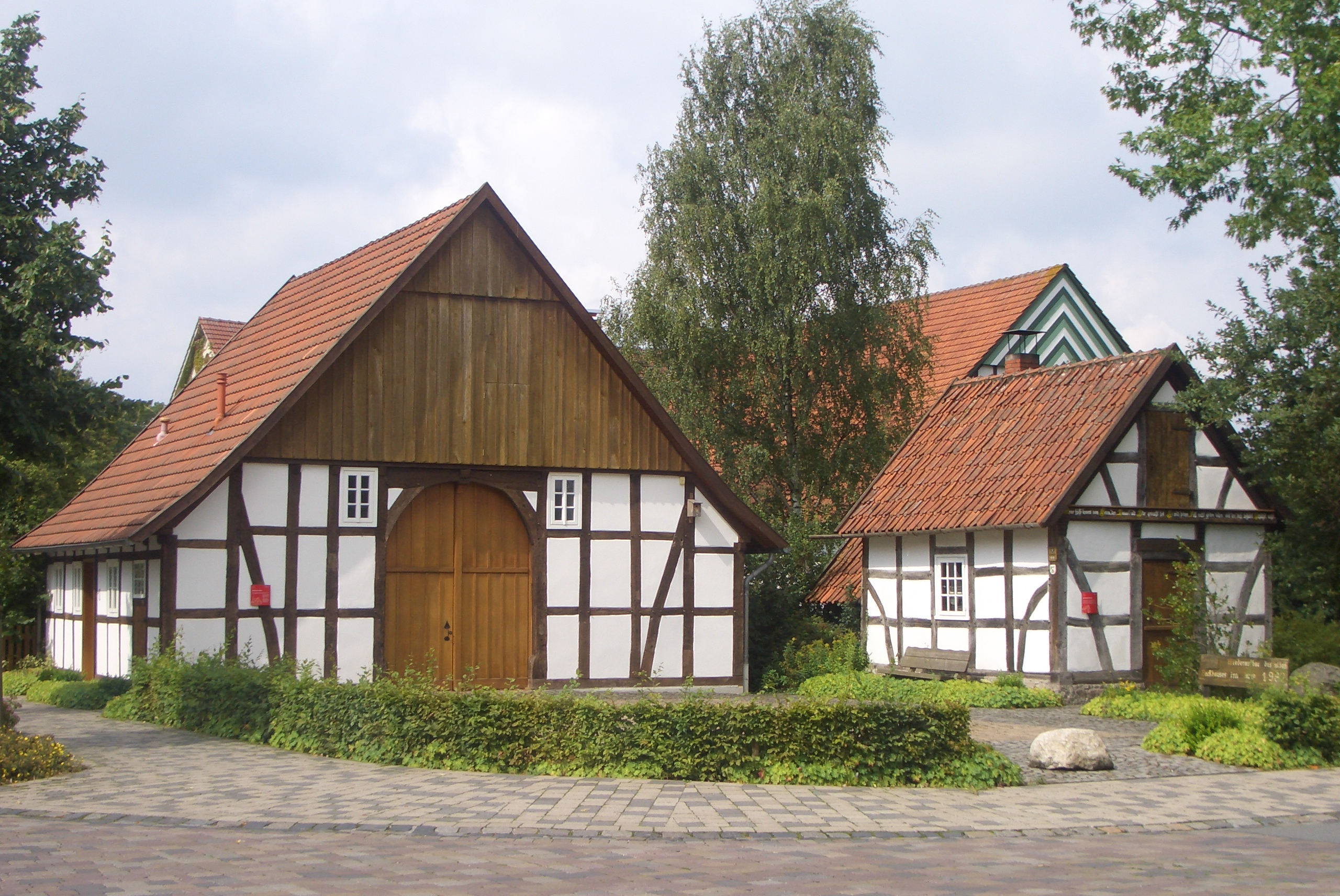
Bockhorster Kotten und Backhaus

1982 wurde ein kleines Backhaus mit vollständig funktionsfähigem Steinofen in der Nähe des Hofes Meyer Peter wiedererstellt. Der Ofen wird im Jahr mehrfach zum Backen von Broten oder Gebäck genutzt. In direkter Nähe entstand im Jahr 2000 mit dem Bockhorster Kotten ein weiteres Fachwerkhaus, welches für vielerlei dörfliche Veranstaltungen sowie für standesamtliche Trauungen genutzt wird.

### Naturschutzgebiet
Nordöstlich des Dorfkerns erstreckt sich das ca. 70 ha große Naturschutzgebiet Salzenteichs Heide.

## Dorfwettbewerb „Unser Dorf hat Zukunft“
Erfolge beim Wettbewerb Unser Dorf hat Zukunft (vormals: Unser Dorf soll schöner werden):
- Landeswettbewerb 2009: Silber und Sonderpreis
- Landeswettbewerb 2006: Bronze
- Landeswettbewerb 2003: Bronze und Sonderpreis
- Kreiswettbewerb 1994: Sonderpreis
- Landeswettbewerb 1973: Gold
- Bundeswettbewerb 1971: Silber

## Söhne und Töchter des Ortes
- Wittus Witt (* 1949), Zauberkünstler